# João IV de Jerusalém
João IV de Jerusalém foi o patriarca de Jerusalém entre 575 e 594 d.C. Nada se sabe sobre a sua vida ou o seu patriarcado, com exceção de uma carta escrita por ele ao católico da Igreja da Albânia, Abas. Nela, ele pede que ele declare uma posição mais firme contra o monofisismo e que não aceite as inovações propostas pelo patriarca de Alexandria Pedro, o Pisoeiro. Além disso, a carta está repleta de ensinamentos calcedonianos e mostra uma grande antipatia contra a Igreja Armênia.